# Budgie (рок-группа)
Budgie (в пер. с англ.  — Волнистый попугайчик, что отражено в оформлении их альбомов) — валлийская рок-группа, образованная в 1967 году в Кардиффе. Первоначально группа называлась «Hills Contemporary Grass», однако через некоторое время название сменилось на «Six Ton Budgie», а вскоре сократилось до «Budgie». К этому моменту в состав группы входили: Бёрк [bɜːk] Шелли (Джон Бёрк Шелли, р. 10 апреля 1947 г.; вокал, бас-гитара), Брайан Годдард (гитара), Тони Бордж (р. 23 ноября 1948; гитара) и Рэй Филлипс (р. 1 марта 1945; ударные). В 1969 году коллектив записал первое демо, а уже на следующий год из группы ушёл Брайан Годдард, и Budgie превратились в трио.
Дебютный альбом вышел в 1971 году, и его продюсером стал Роджер Бэйн, известный по работе с группой Black Sabbath.
Альбом Bandolier, вышедший в 1975 году, стал «золотым». В 1982 г. был записан предпоследний альбом перед распадом группы в 1987 году. Шелли сумел возродить коллектив в 1999 году. Первое десятилетие XXI века стало для группы последним. В 2006 г. был записан последний альбом. В ноябре 2010 г. Шелли заболел во время турне по Польше. Он не смог более вернуться к активной концертной деятельности. 10 января 2022 г. Бёрк Шелли умер.

## Дискография

### Студийные альбомы
- 1971 — Budgie
- 1972 — Squawk
- 1973 — Never Turn Your Back to a Friend
- 1974 — In for the Kill
- 1975 — Bandolier
- 1976 — If I Were Brittania I'd Waive the Rules
- 1978 — Impeckable
- 1980 — Power Supply
- 1981 — Nightflight
- 1982 — Deliver us from Evil
- 2006 — You're All Living in Cuckooland